# Осока ржавопятнистая
Осо́ка ржавопятни́стая (лат. Carex siderosticta) — травянистое растение семейства Осоковые (Cyperaceae), вид рода Осока (Carex).

## Ботаническое описание
Растения с ползучими корневищами.
Листовые пластинки широколанцетные или линейные.
Все колоски андрогинные, в числе четырёх и более, расставленные по всему репродуктивному побегу и иногда отходящие от его узлов по 2—3, мало- или немногоцветковые, рыхлые, короткоцилиндрические или шаровидные, на ножках. Кроющие листья в виде расширенных кверху, косо срезанных влагалищ, иногда имеющих короткую пластинку. Кроющие чешуи острые или туповатые с тремя жилками. Мешочки тупо- или округло-трёхгранные в поперечном сечении, иногда немного вздутые, 2—4 мм длиной, перепончатые, с жилками, с коротким цельным или выемчатым носиком. Рылец 3.
Плод при основании с осевым придатком.
Число хромосом 2n=12, 24 (Tanaka, 1939, 1940).
Описан из Восточного Китая.

## Распространение
Восточная Азия: Китай, полуостров Корея, Япония; Дальний Восток.
Растёт в широколиственных и смешанных лесах.

## Систематика
Выделяются два подвида:
- Carex siderosticta var. pilosa H.Lev. — Восточный Китай, Япония, Корея
- Carex siderosticta var. siderosticta — Китай, Япония, Корея, Дальний Восток